# Bachelor Party - Addio al celibato
Bachelor Party - Addio al celibato (Bachelor Party) è un film del 1984 diretto da Neal Israel con protagonista Tom Hanks.

## Trama
Rick Gassko, un autista di autobus scapestrato e irriverente, decide di sposare la sua fidanzata, Debbie Thompson. Decide così di preparare la festa di addio al celibato assieme ad una banda di amici donnaioli, in una suite di un grande e lussuoso hotel. La famiglia ricca e aristocratica della sposa cerca di impedire le nozze con la complicità di Cole Whittier, l'ex fidanzato di lei che accetta nel tentativo di riconquistarla. L'intervento di Cole infatti porta Debbie a credere che il suo fidanzato la tradisca quando si accorge che la festa di addio al celibato è diventata ormai un'orgia selvaggia e a base di alcol. Infatti la suite viene messa in disordine e si scatena il panico quando Brad (un amico di Rick) tenta di tagliarsi i polsi con un rasoio elettrico (già in passato aveva tentato di togliersi la vita poiché sconvolto per la fine del suo matrimonio).
Rick confessa a Debbie il suo amore e la sua fedeltà ma proprio in quel momento arriva la polizia; i due fidanzati si separano e Debbie viene rapita da Cole. Tuttavia Rick, con l'aiuto dei suoi amici, arriva all'interno di un cinema dove Rick ha una scazzottata con Cole davanti agli spettatori che si convincono che sia una scena di un film in 3D senza perciò capire cosa stia accadendo. Con ciò Rick mette ko Cole e si riunisce a Debbie.
Infine Debbie e Rick si sposano e partono per la luna di miele dirigendosi verso l'aeroporto tramite uno scuolabus di Rick, guidato dal suo amico Brad, che ha ritrovato la serenità.